# Oggi, domani, dopodomani
Oggi, domani, dopodomani (prt: Hoje, Amanhã e Depois; bra: Homem, Mulher e Dinheiro) é um filme italiano de 1965, do gênero comédia, em três segmentos: L'ora di punta, dirigido por Eduardo De Filippo; L'uomo dei 5 pallon, dirigido por Marco Ferreri; e La moglie bionda, dirigido por Luciano Salce.

## Elenco
- Marcello Mastroianni.... Mario
- Catherine Spaak.... Giovanna
- Virna Lisi.... Dorothea
- Luciano Salce.... Arturo Rossi
- Pamela Tiffin.... Pepita
- Ugo Tognazzi